# Pravda (noviny)
Pravda (rusky: Правда,  výslovnost) byl přední sovětský novinový deník, vydávaný Ústředním výborem Komunistické strany Sovětského svazu, mezi lety 1912 a 1991. Deník Pravda vznikl v Petrohradu transformací z někdejšího deníku Zvezda (rusky: Звезда), na území Moskvy se rozšířil až po roce 1918. V průběhu studené války byla Pravda západním světem vnímána jako oficiální hlas sovětských komunistů. 22. srpna 1991 byl deník na základě dekretu ruského prezidenta Borise Jelcina zrušen, většina bývalého personálu však založila nový deník stejného jména, který je ale spíše bulvárního ražení. Jiná skupina bývalých zaměstnanců sovětské Pravdy pak založila onlinové noviny Gazeta Pravda (rusky: Газета Правда), jejichž činnost je zastřešena Komunistickou stranou Ruské federace. Slovo pravda ve svém názvu používají i další noviny, a to sice Komsomolskaja pravda (rusky: Комсомо́льская пра́вда). Ta byla za sovětské éry vydávána jako oficiální deník dnes již nefungujícího Komunistického svazu mládeže (Komsomolu), samotný deník ovšem fungovat nepřestal a v současnosti se jedná o jeden z nejlépe prodávaných bulvárních deníků v Rusku.

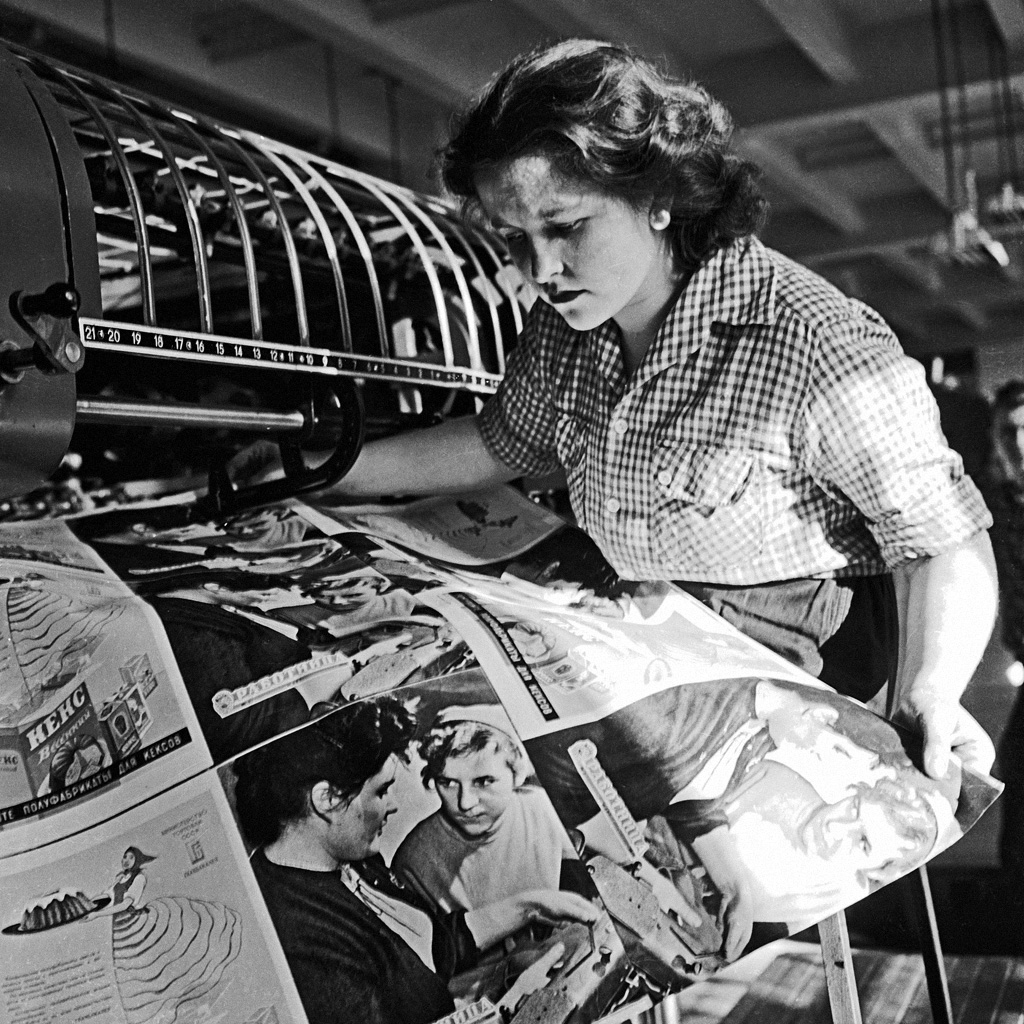